# 心叶榕
心叶榕（学名：Ficus rumphii）俗称假菩提树，为桑科榕属的植物，是中国的特有植物。分布于越南、泰国、马来西亚、缅甸、印度尼西亚、印度以及中国大陆的云南等地，生长于海拔650米的地区，多生长在路边，目前已由人工引种栽培。

## 参考文献

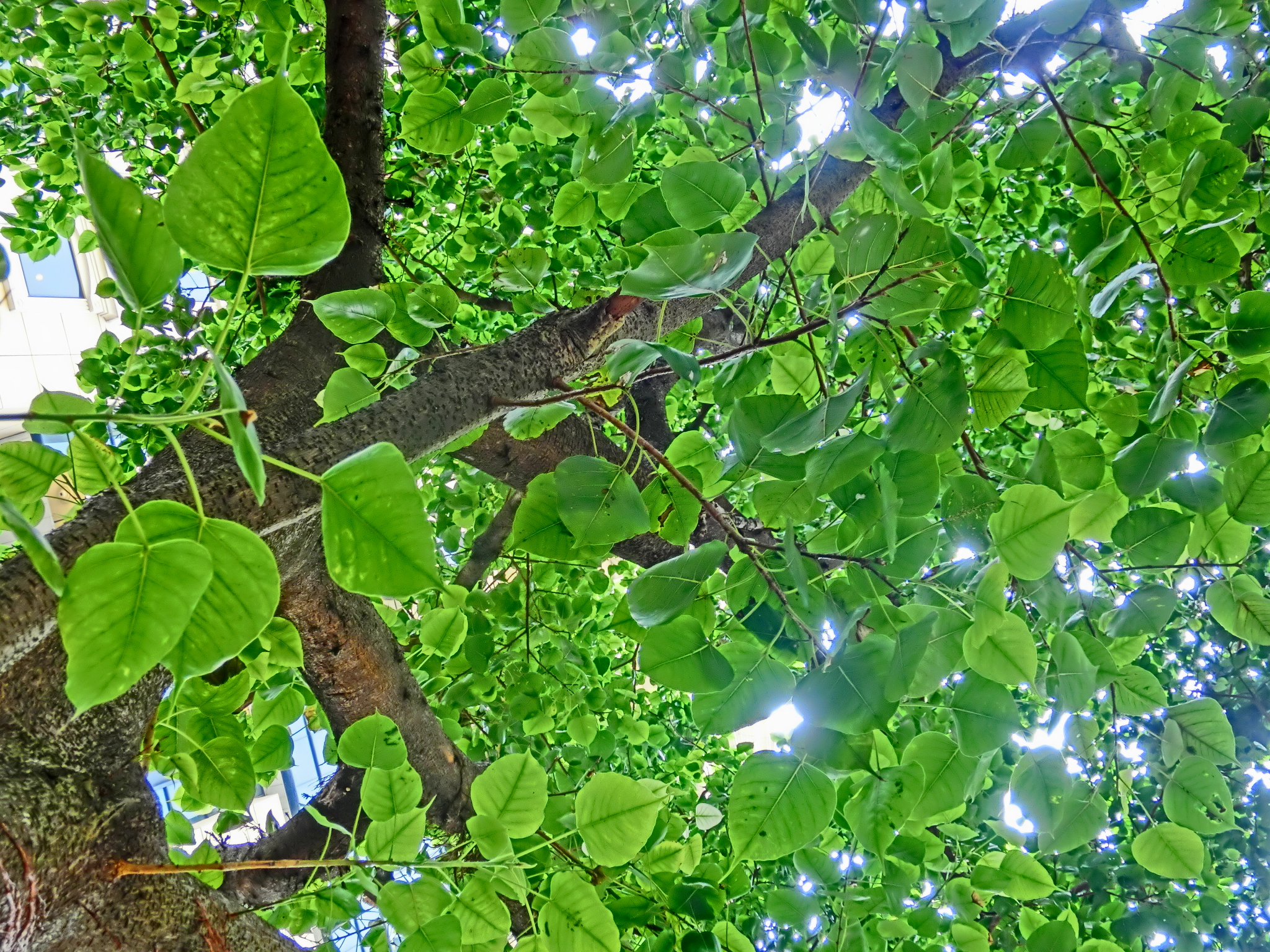
心葉榕